# وزارة العمل (النمسا)
وزارة العمل هي وزارة تابعة لحكومة النمسا. من يناير 2020 إلى يناير 2021، أُطلق على الوزارة رسميًا اسم الوزارة الاتحادية للعمل والأسرة والشباب. وزير العمل الحالي هو مارتن كوشر، الذي شغل هذا المنصب في حكومة كورتس الثانية وحكومة شالينبيرج منذ يناير 2020.